# Обергайн
Обергайн (нім. Oberhain) — громада в Німеччині, розташована в землі Тюрингія. Входить до складу району Заальфельд-Рудольштадт. Складова частина об'єднання громад Міттлерес-Шварцаталь.
Площа — 14,12 км2. Населення становить Невірний параметр metadata 16 073 063 ос. (станом на 31 грудня 2021).

## Галерея

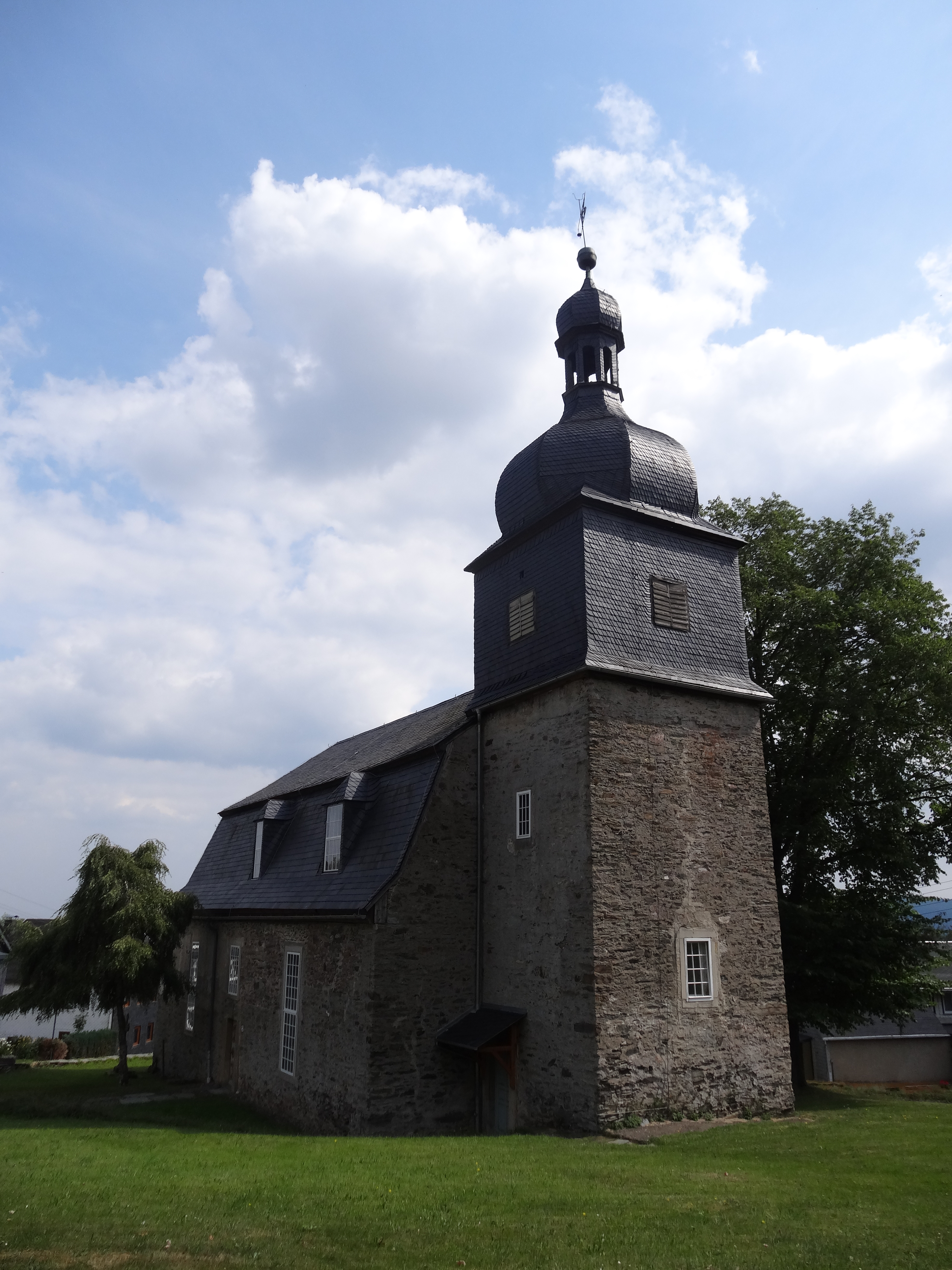